# Leptodermis pulchella
Leptodermis pulchella là một loài thực vật có hoa trong họ Thiến thảo. Loài này được Yatabe mô tả khoa học đầu tiên năm 1890.